# Alfabet fonotípic anglès

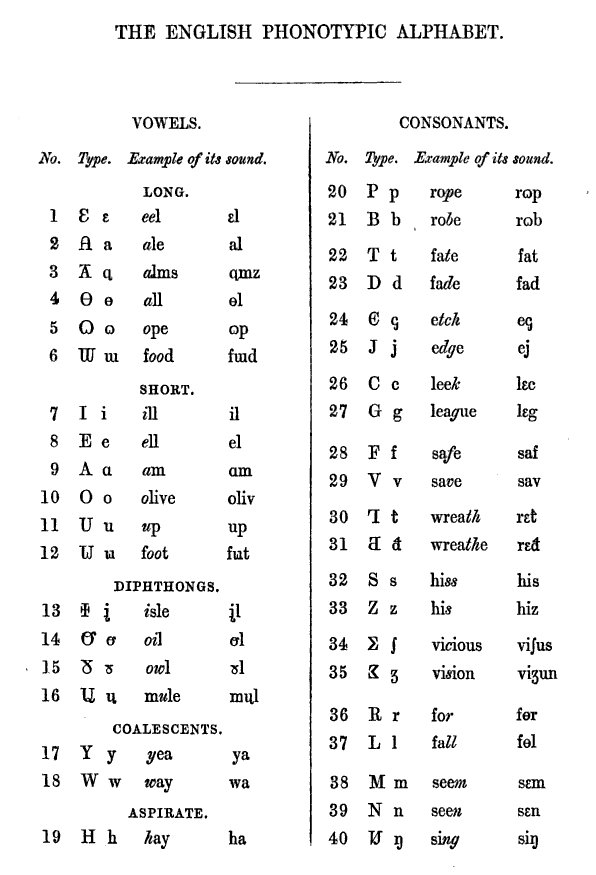
Lletres de l'alfabet fonotípic anglès

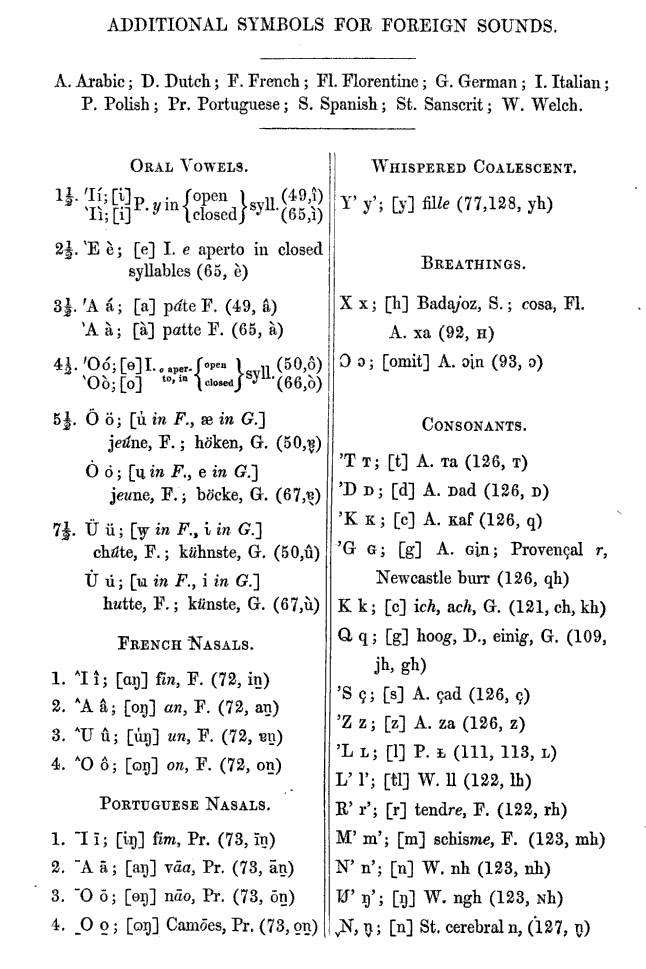
Lletres addicionals per a altres idiomes en 1845.

L'alfabet fonotípic anglès és un alfabet fonètic desenvolupat per Sir Isaac Pitman i Alexander John Ellis originalment com una proposta de reforma ortogràfica del idioma anglès Encara que mai va obtenir una àmplia acceptació, alguns dels seus elements es van incorporar al modern alfabet fonètic internacional.
Fou publicat originalment al juny de 1845. Posteriorment, es van publicar adaptacions que van estendre l'alfabet a l'alemany, a l'àrab, al castellà, al toscà, al francès, al gal·lès, a l'italià, al neerlandès, al polonès, al portuguès i al sànscrit.